# Josep Morlans Martínez
Josep Morlans Martínez (Bellvís, Província de Lleida, 1907-?) fou un oficinista, dirigent polític i activista cultural, militant del BOC i del POUM. Abans de la Guerra Civil Espanyola treballava a les oficines de la Cooperativa de Fluid Elèctric de Lleida. Va presidir l'Agrupació Cultural Lleidatana (1926), va consistir en un nucli juvenil format en el si de Joventut Republicana de Lleida, que el 1930 es convertí en Joventut Esquerrana i l'any següent esdevingué un dels elements constituents del BOC a Lleida. També va formar part de la direcció de l'Ateneu Popular Lleidatà. Es va presentar a les eleccions municipals de 1934 per la candidatura del BOC i de la UPA. A finals de juliol de 1936 va organitzar el comitè de Proveïments de Lleida, substituït uns mesos després pel Consell Provincial de Proveïments, del qual també formà part. El juny de 1937 es va reintegrar a la seva antiga feina administrativa i a finals de 1938 fou mobilitzat. Va col·laborar a la premsa lleidatana d'esquerres, Morera Galícia principalment del BOC. Fou editorialista de Combat i gerent dels tallers d'Adelante durant la Guerra. Acabada aquesta, va passar per un tribunal militar i ingressà a la presó. El març de 1943 va prestar declaració en la Causa General des de la presó provincial de Lleida.